# Lamproglena notopterai
Lamproglena notopterai is een eenoogkreeftjessoort uit de familie van de Lernaeidae. De wetenschappelijke naam van de soort is voor het eerst geldig gepubliceerd in 2006 door Jafri & Mahar.